# Wolfgang Heuer (Politiker)
Wolfgang Heuer (* 5. Mai 1909 in Osnabrück; † unbekannt) war ein deutscher Politiker (DP, CDU).

## Leben
Heuer besuchte das Realgymnasium in seiner Heimatstadt Osnabrück. Nach seinem Abitur studierte er an den Universitäten Kiel und Marburg, wo er sich der Landsmannschaft Hasso-Borussia Marburg anschloss, Pharmazie. 
Zum 1. Mai 1933 trat Heuer der NSDAP bei (Mitgliedsnummer 3.066.966). In Marburg legte er 1934 die pharmazeutische Staatsprüfung ab. Mit Kriegsbeginn 1939 wurde er Kriegsteilnehmer und geriet in Kriegsgefangenschaft, aus der er 1946 entlassen wurde. 
Seit 1942 war er Pächter der Apotheke seines Vaters in Osnabrück. 1947 wurde er zum Vorsitzenden des Bezirksverbandes der Apothekerkammer für Niedersachsen in Osnabrück gewählt. Ferner war er im Pharmazierat der Regierung in Osnabrück tätig.
1947 trat Heuer in die Deutsche Partei ein und wurde 1949 zum Vorsitzenden des Bezirksverbandes Osnabrück seiner Partei. 1956 zog er in den Rat der Stadt Osnabrück ein. Am 6. November 1957 rückte er für Fritz Logemann, der in den Deutschen Bundestag gewählt worden war, in den Niedersächsischen Landtag nach. Dort gehörte er zunächst bis zum Ende der Wahlperiode 1959 der Gemeinschaftsfraktion seiner Partei mit der CDU an. Nach der Landtagswahl 1959 bildete die Deutsche Partei wieder eine eigenständige Fraktion. Durch die Fusion der DP mit dem GB/BHE wurde Heuer 1961 Mitglied des Fusionsprodukts Gesamtdeutsche Partei, für die er erfolglos bei der Bundestagswahl 1961 im Bundestagswahlkreis Osnabrück-Stadt und -Land antrat. Nachdem sich DP und GB/BHE in Niedersachsen jedoch trotz Fusion der Parteien im Landtag nicht auf eine Fraktionsgemeinschaft einigen konnten, da die meisten DP-Abgeordneten die bisherige Regierungsbeteiligung des GB/BHE mit SPD und FDP nicht akzeptierten, die Vertriebenenabgeordneten jedoch daran festhalten wollten, blieb auch Heuer Mitglied der DP-Fraktion. Am 28. März 1962 verließ er jedoch die DP-Fraktion und trat zur CDU über, für die er bis zum Ende der Wahlperiode 1963 dem Landtag angehörte.